# Jalal Quarriwa
 (janvier 2019).
Si vous disposez d'ouvrages ou d'articles de référence ou si vous connaissez des sites web de qualité traitant du thème abordé ici, merci de compléter l'article en donnant les références utiles à sa vérifiabilité et en les liant à la section « Notes et références ».
Jalal Quarriwa (جلال قريوا), né le 30 janvier 1995 à Casablanca, est un acteur marocain.

## Biographie
Né à Derb Sultan, un des quartiers les plus populaires de Casablanca, il débute très jeune le théâtre scolaire et d'enfants à la maison des jeunes Bouchentouf. Il est lauréat du conservatoire à Casablanca, option théâtre arabe[réf. nécessaire]. Il est bachelier en sciences expérimentales, possède un DEUG en sociologie et un diplôme en journalisme et communication.
Il est lauréat du conservatoire de Mers Sultan d'art dramatique à Casablanca[Quand ?].
Jalal Quarriwa participe également à plusieurs stages en art dramatique[Quand ?], dont le stage professionnel "jeu devant la caméra" encadré par le réalisateur Philippe Faucon.
Après plusieurs années de théâtre amateur, Jalal Quarriwa débute à la télévision en 2013 en jouant l'un des rôles principaux dans le programme international de caméra cachée "Crazy Camera" (Al camera almajnouna), diffusé sur la chaîne marocaine 2M. Il participe également à plusieurs projets télévisés marocains[Lesquels ?].
En 2017, Jalal Quarriwa tourne la série télévisée marocaine Rdat L'walida, dans laquelle il se distingue dans le rôle de Mehdi.
En 2018, il joue un rôle secondaire dans le film français, Amin, de Philippe Faucon sélectionné pour le festival de Cannes 2018,.

## Filmographie

### Cinéma
- 2018 : Sonar de Jean-Philippe Martin : Driss
- 2018 : Amin de Philippe Faucon : Sabri[1]

### Télévision
- 2017 : Rdat L'walida (série télévisée) de Zakia Tahri : Mehdi
- 2018: La Maison partagée (téléfilm) d'Abderahmane Tazi : Abdellali

2022 : Aïcha (série télévisée)

## Théâtre
- 2018 : Sidi Abderrahmane El Mejdoub, mise en scène Mohamed Miftah, production fondation Tayeb Saddiki
- 2016 : Fourjate masrahiya, mise en scène Janah Tami, production fondation Tayeb Saddiki